# 송은주 (번역가)
송은주는 대한민국의 영어 번역가이다. 이화여자대학교 영문학과를 졸업하고 동 대학원에서 박사 학위를 받았다. 이화여자대학교 HK 연구교수를 거쳐 현재 건국대학교 글로컬문화전략연구소 연구원으로 재직 중이다. 옮긴 책으로는 줄리언 반스의 《시대의 소음》, 시어도어 드라이저의 《시스터 캐리》, 폴 오스터의 《내면 보고서》 《디어 존, 디어 폴》 《겨울 일기》 《선셋 파크》, 토니 모리슨의 《술라》 《자비》, 그레고리 머과이어의 《위키드》(전 6권), 조너선 사프란 포어의 《동물을 먹는다는 것에 대하여》 《모든 것이 밝혀졌다》 《엄청나게 시끄럽고 믿을 수 없게 가까운》 등이 있다. 《선셋 파크》로 제8회 유영 번역상을 수상했다.

## 저작
- 살만 루슈디 작품
  - 광대 샬리마르(문학동네)
  - 피렌체의 여마법사(문학동네)

- 데이비드 미첼 작품
  - 클라우드 아틀라스(문학동네)

- 줄리언 반스 작품
  - 시대의 소음(다산책방)

- 토니 모리슨 작품
  - 자비(문학동네)
  - 술라(문학동네)

- 조조 모예스 작품
  - 당신이 남겨두고 간 소녀(살림)

- 폴 오스터 작품(열린책들)
  - 겨울 일기
  - 내면 보고서
  - 디어 존, 디어 폴
  - 선셋 파크

- 이디스 워튼 작품
  - 순수의 시대(민음사)

- 조너선 새프런 포어 작품(민음사)
  - 동물을 먹는다는 것에 대하여
  - 모든 것이 밝혀졌다